# العواصف الرملية في العراق 2022
في عام 2022 تَعَّرَض العراق للعديد من العواصف الترابية (والتي سَبقَ وأن وصلت لدول تحد العراق). توفي بدايتها شخص واحد وتم نقل 5000 شخص إلى المستشفى. تمَّ إيقاف الرحلات الجوية من بغداد والنجف.
كانت السماء البرتقالية وانخفاض مستوى الرؤية شائعًا بشكل متزايد في البلاد. يقول مكتب الأرصاد الجوية العراقي أن ظاهرة الطقس من المتوقع أن تصبح شائعة بشكل متزايد «بسبب الجفاف والتصحر وتناقص هطول الأمطار».
وسجل العراق خلال شهر أبريل من العام 7 عواصف رملية تراوحت بين الشديدة والمتوسطة، دفعت بعضها إلى تعطل شبه تام في حركة الحياة في العاصمة بغداد، وعدد من المناطق لاسيما الغربية منهُ.

## أسباب
أزدادت تلك العواصف لعدة أسباب منها التغير المناخي في العراق لان يعد العراق من الدول الأكثر عرضة لتغير المناخ والتصحر بسبب تزايد الجفاف، مع ارتفاع درجات الحرارة التي تتجاوز في الصيف الخمسين درجة مئوية. وقِلّة هطول الأمطار أدّت إلى جفاف قوي إلى أن قَلَّ الغطاء النباتي، لاسيما للمناطق المكشوفة، وهي ممتدة إلى دول تحّد العراق، مما يتطلّب جُهدًا مَع الدول المجاورة لمكافحتها لتقليل هذهِ المشاكل. ولربما تُحل من خلال توفير مصدر مياه في مناطق للغبار من أجل إنبات النبات الطبيعي في تلك المناطق، بالإضافة إلى تطوير مواد بيولوجية أو نانوية تعمل على تثبيت التربة فيها.

## وصف تاريخي

### أبريل
- في 9 أبريل 2022 تسببت هذهِ الموجات بتسجيل 90 حالة اختناق في كركوك ومقتل أربعة أشخاص وإصابة نحو 30 شخصاً في صلاح الدين بحسب إحصاءات طبية.[12]

- في 16 أبريل 2022 أكدّت وزارة البيئة العراقية على قلقها من سوء التأثيرات السيئة للعواصف الترابية في عددٍ من محافظات البلاد، مُطالبةً بطرق للحد من هذه الموجات، مَع وجود عقبات مالية وأمنية وما تتعلق بشح المياه، من دون إمكانية توسيع الغطاء النباتي في البلاد.[13]

- في 20 أبريل 2022 جاءت العديد العواصف الترابية التي تجتاح بغداد والمحافظات، مما أدى إلى تعديل حركة الطيران في العراق وسط توقع استمرار تقلبات الطقس وحدوث موجات غبارية متتابعة خلال الايام المقبلة.[14]

### مايو
- في 16 مايو 2022 أُغلقت المطارات والإدارات العامة وعلقت الامتحانات في الجامعات والمدارس (أي تَمَّ تعطيل الدوام الرسمي[15])، بسبب عاصفة ترابية جديدة تضرب العراق بعد سلسلة من العواصف المماثلة التي حدثت منذ شهر أبريل.[16]
- في 23 مايو 2022 وفي مرّةً جديدة، غَطَّى الغبار سماء العاصمة بغداد، بالإضافة إلى مناطق أخرى وصولاً إلى أربيل، ما دفع السلطات إلى تعطيل الدوام الرسمي في عِدة إدارات وإغلاق المطارات. وبدأت مُنذ ليل الأحد إلى الاثنين، وقد بدأت تزول تدريجيًا مساء اليوم.[17] كما تَمَّ إغلاق الأسواق والمحال التجارية بسبب انعدام الرؤية، بسبب تلك العاصفة الترابية التي وصلت إلى البلاد.[18]

### يونيو
- في 4 يونيو 2022 توقعت الأرصاد الجوية في العراق، بأن تضرب البلد عواصف ترابية وعلى مناطق متفرقة ابتداء من اليوم وقَد تستمر خلال الأيام المُقبلة.[19]

- في 20 يونيو 2022 توقعت الهيئة العامة للأنواء الجوية والرصد الزلزالي، تعرض العراق لعاصفة ترابية، من 21 يونيو 2022 وحتى 23 يونيو 2022 وذكرّت بأنهُ متوقع أن يضغط تأثير المنخفض الحراري الموسمي في 21 يونيو 2022 بسبب تقدم هواء معتدل وجاف لمُرتفع جوي قادم من البحر المتوسط وحدوث طقس مغبر (عواصف ترابية) في البلاد.[20]

### يوليو
- في 3 يوليو 2022 تَمَّ إيقاف مطار بغداد الدولي، وذلك بسبب عاصفة رملية ضربت العراق ووضحت إدارة المطار في بيان عن إيقاف الحركة الجوية فيه، وذلك بسبب الظروف الجوية ووصول مدى الرؤية إلى 450 متر موضحةً المستجدات التي تخص الحركة الجوية في المطار.[21][22]

## إصابات بشرية
في 4 مارس 2022 أعلنت صحة الكرخ في بغداد أن النسبة الأكبر من حالات الاختناق سُجلت في مستشفى اليرموك التعليمي اذ استقبلت (550) حالة اختناق ولم تسجل أي حالة وفاة في جميع المُستشفيات.
أفادت مصادر طبية عراقية بأن المستشفيات العراقية استقبلت يوم الخميس الموافق 5 مايو 2022 مئات الإصابات بحالات الإختناق والأمراض التنفسية على خلفية سوء الأحوال الجوية وتصاعد موجات الغبار الكثيف التي تشهدها البلاد.
وعندما أصابت موجة غبار أخرى شديدة في 16 مايو 2022؛ كشفت وزارة الصحة العراقية عن إصابة أربعة آلاف شخص في العراق بالاختناق، جراء تلك العاصفة الرملية التي ضربت عدة محافظات، مشيرة إلى أهمية تلقي المصابين إلى العلاج اللازم.

## مشاكل وجدل
أكّد خبراء إلى وجود فرص لتصاعد العواصف الترابية مجدداً في ثالث أيام عيد الفطر لعام 1443 هـ 2022م، مما أثارت جدلًا وذكرّت بعض المصادر بأنها قد «عكرت فرحة العراقيين».
وعندما عادّت العاصفة الرملية في 16 مايو 2022 أثارت جدلًا خوفًا من أن تصل للأردن، ظهرت العديد من المصادر منها موقع طقس العرب بأن العاصفة الرملية لن تصل إلى الأردن، ولن يكون لها أي تأثيرات على الأردن بأي شكل.
يُعتَبر أنَّ الفقراء في العراق وذَوو الدخل القليل بأنهم الأكثر تعرضًا بسبب العواصف الرمليّة، فقد تسببت هذهِ العواصف الرمليّة بشكلٍ عام في إيقاف حركة البلاد، وهُم مضطرون للعمل في أحوال الجو السيئة وتحذيرات الدولة من الخروج وذلك بحثًا عن قوتهم اليومي.